# Phường 5, thành phố Sóc Trăng
Phường 5 là một phường thuộc thành phố Sóc Trăng, tỉnh Sóc Trăng, Việt Nam.

## Địa lý
Phường 5 nằm ở phía bắc thành phố Sóc Trăng, có vị trí địa lý:
- Phía đông giáp Phường 8 và huyện Long Phú
- Phía tây giáp Phường 6, Phường 7 và huyện Châu Thành
- Phía nam giáp Phường 6 và Phường 8
- Phía bắc giáp huyện Long Phú.

Phường 5 có diện tích 21,47 km², dân số năm 2022 là 18.141 người, mật độ dân số đạt 844 người/km².

## Hành chính
Phường 5 được chia thành 5 khóm: 1, 2, 3, 4, 5.

## Lịch sử
Sau năm 1975, Phường 5 là một phường thuộc thị xã Sóc Trăng.
Ngày 30 tháng 10 năm 1995, Chính phủ ban hành Nghị định số 70-CP về việc thành lập Phường 8 trên cơ sở 644,83 ha diện tích tự nhiên và 10.198 nhân khẩu thuộc các khóm 1, 2, 3, 4, 10 của Phường 5.
Sau khi điều chỉnh địa giới, Phường 5 còn lại 2.041,7 ha diện tích tự nhiên và 10.280 nhân khẩu.
Ngày 8 tháng 2 năm 2007, Chính phủ ban hành Nghị định số 22/2007/NĐ-CP về việc thành lập thành phố Sóc Trăng thuộc tỉnh Sóc Trăng. Phường 5 trực thuộc thành phố Sóc Trăng.